# Stari most u Opuzenu
Stari most u Opuzenu cestovni je most preko Male Neretve. Izgrađen je 1887. godine nakon provedenog projekta regulacije korita Neretve 1885. godine. Jedan je od iznimno rijetkih očuvanih željeznih mostova u Hrvatskoj iz 19. st. koji je u funkciji i danas. Jednolučni željezni most dug je 42 metra, a njegovom je gradnjom povezan Opuzen i cesta za Metković. Ispod Starog mosta održavaju se brzinske utrke za startne pozicije Maratona lađa, te cilj Maratona lađarica.:185

## Zaštita
Pod oznakom Z-7820 zavedeno je kao nepokretno kulturno dobro - pojedinačno, pravna statusa zaštićena kulturnog dobra, klasificirano kao "komunalna i tehnička građevina".